# Ван Куверден, Адам
Адам Джозеф ван Ку́верден (англ. Adam Joseph van Koeverden; род. 29 января 1982, Оквилл, Онтарио) — канадский спортсмен, занимавшийся греблей на байдарках. Олимпийский чемпион 2004 года и двукратный чемпион мира в гребле на байдарке-одиночке, спортсмен года в Канаде (2004). Депутат Палаты общин Канады с 2019 года, министр спорта Канады с 2025 года.

## Спортивная карьера
Адам ван Куверден начал заниматься греблей на байдарке в клубе своего родного Оквилла, когда ему было 13 лет. Он участвует в международных соревнованиях высшего уровня начиная с 2001 года. В год своего дебюта он соревновался как в одиночных, так и в командных дисциплинах, попав в число призёров в соревнованиях байдарок-четвёрок на этапе Кубка мира в Копенгагене. Начиная с 2002 года ван Куверден выступает только на байдарке-одиночке. В 2003 году он трижды попадал в число призёров этапов Кубка мира на длинной и средней воде, а в сентябре в Гейнсвилле на дистанции 1000 метров завоевал свою первую медаль чемпионатов мира.
В 2004 году, в 22 года, ван Куверден трижды побеждал в крупных международных соревнованиях — сначала на этапе Кубка мира в Рачице (Чехия) на 1000 метров, а затем на канале Хазевинкел (Виллебрук, Бельгия) на обеих олимпийских дистанциях. На Олимпийских играх в Афинах ван Куверден превзошёл все ожидания, выиграв «золото» на дистанции в 500 метров и заняв третье место на тысячеметровой дистанции. Ему было доверено право нести знамя Канады на церемонии закрытия Олимпиады, а по итогам года он был признан лучшим спортсменом Канады.
В 2005 году ван Куверден выиграл Панамериканский чемпионат по гребле на байдарках в обеих олимпийских дисциплинах и привёз две медали — серебряную и бронзовую — с чемпионата мира в Загребе. На следующий год ему не было равных на короткой воде на трёх этапах Кубка мира, в Познани, Дуйсбурге и Гуанчжоу, хотя на чемпионате мира он на сей раз остался без наград. В 2007 году ему удалось наконец добавить к олимпийскому «золоту» Афин медаль аналогичного достоинства с чемпионата мира, завоёванную в Дуйсбурге. На Кубке мира он снова был вне конкуренции, причём на сей раз не только на 500, но и на 1000 метров. Участие в соревнованиях он совмещал с учёбой в Университете Макмастера, который окончил в 2007 году с отличием, получив степень бакалавра наук по кинезиологии.
2008 год принёс ван Кувердену очередные победы на этапах Кубка мира: он снова выиграл три этапа на дистанции 500 метров и два из трёх на вдвое большей. На Олимпиаде в Пекине он расценивался как один из основных кандидатов на победу и был знаменосцем сборной на церемонии открытия, но на тысяче метров остался только восьмым, а на 500 метрах, побив в предварительных заездах личный рекорд, в финале проиграл Кену Уоллесу из Австралии. Эти результаты знаменовали начало спада в форме ван Кувердена: в последующие годы он только дважды попадал в число призёров на чемпионатах мира (оба раза с бронзовой медалью) и уже не показывает столь ровных результатов на этапах Кубка мира, постепенно сокращая участие в международных соревнованиях. Тем не менее на чемпионате мира 2011 года в венгерском Сегеде он получил путёвку на Олимпийские игры 2012, выиграв вторую за карьеру золотую медаль чемпионатов мира, на этот раз на байдарке-одиночке на дистанции 1000 метров. На самой Олимпиаде он, показав в квалификационных заездах и полуфинале лучшее время, в финале уступил «золото» в личной борьбе норвежцу Ларсену, удовольствовавшись вторым местом.
В 2015 году завоевал бронзовую медаль на своих первых Панамериканские играх, где соревновался на дистанции 1000 м. На следующий год на Олимпиаде в Рио-де-Жанейро канадский спортсмен не попал в число восьми финалистов на этой же дистанции, но выиграл утешительный финал со временем, которое принесло бы ему серебряную медаль в основном.

## Политическая карьера
В начале 2019 года ван Куверден был выдвинут кандидатом в Палату общин Канады от Либеральной партии по округу Милтон в Онтарио. Его основной соперницей была представительница консерваторов Лиза Рэйтт — депутат парламента с 11-летним стажем, но на федеральных выборах в октябре ван Куверден одержал победу.
В Палате общин ван Куверден занял пост парламентского секретаря министра по делам культурного многообразия и молодёжи и министра канадского наследия (в области спорта). В 2021 году вторично избран в парламент с более чем половиной поданных в округе голосов.
После третьей победы в своём избирательном округе в 2025 году назначен министром спорта в либеральном кабинете Марка Карни.